# Келвін Коффі
Келвін Коффі (англ. Calvin Coffey, 27 січня 1951) — американський академічний веслувальник.
Срібний призер Олімпійських Ігор 1976 року в складі розпашної двійки без стернового.